# دتش هولاند
دتش هولاند (بالإنجليزية: Dutch Holland)‏ هو لاعب كرة قاعدة أمريكي، ولد في 12 أكتوبر 1903، وتوفي في 16 يونيو 1967.

## وصلات خارجية
- دتش هولاند على موقعبيزبول رفرنس.كوم (الدوري الرئيسي) (الإنجليزية)